# Розмирович, Елена Фёдоровна
Еле́на Фёдоровна Розмиро́вич-Трояно́вская (26 февраля (10 марта) 1886 — 30 августа 1953) — активная участница революционного движения в России. Жена Николая Крыленко и Александра Трояновского. Мать третьей жены В. В. Куйбышева — Галины Александровны Трояновской.

## Биография
Из бессарабских дворян. После окончания гимназии уехала за границу для продолжения образования, где сблизилась с социал-демократическими кругами. Окончила юридический факультет Парижского университета. В РСДРП с 1904 года.
После возвращения в Киев с 1906 года вела революционную пропаганду в крестьянских кружках, затем в железнодорожном районе. В 1907 году стала секретарем южного областного железнодорожного бюро партии, была арестована. В 1909 году повторно арестована и осуждена к годичному заключению в крепость и административной ссылке в Нарымский край на 3 года. После отбытия заключения в крепости последующая ссылка была по ходатайству родных заменена высылкой на тот же срок за границу.
Жила в Париже, Вене, где исполняла различные поручения заграничного Бюро ЦК, была делегирована ЦК в качестве представителя РСДРП на международный социалистический конгресс в Базеле. Затем направлена в Россию на нелегальную работу в качестве секретаря большевистской фракции IV Думы и секретаря русской части ЦК. Также активно работала в большевистской прессе: «Правде», журналах «Просвещение», «Работница» и др. В феврале 1914 года снова арестована и выслана из столиц на 2 года под гласный надзор полиции. Поселившись в Харькове, через несколько месяцев была вынуждена бежать за границу, скрываясь от очередного ареста.
Имела конспиративные имена Евгения, Таня, Галина. Принимала участие в разборе дела провокатора Романа Малиновского. По личной характеристике В. И. Ленина «Свидетельствую, по опыту лично моему и ЦК 1912—1913 годов, что работник это очень крупный и ценный для партии».
В 1915 году принимала участие в конференции РСДРП в Берне и созванной там же Международной социалистической женской конференции, затем снова направлена в Россию для подпольной работы. Выданная в Москве провокатором Соколовым, была арестована и после 6 месяцев в Бутырской тюрьме выслана по этапу в Харьков. Постановлением Особого совещания при МВД выслана на 5 лет в Иркутскую губернию, где и пробыла до самой Февральской революции.
Во время революции была членом Иркутского горкомитета большевиков. В марте 1917 года вернулась в Петроград, где принимала активное участие в организационной и агитационной работе среди военных частей гарнизона в качестве члена бюро военных организаций при ЦК. Одновременно редактировала «Солдатскую Правду». Во время Октябрьской революции, как член военной организации, выполняла поручения ВРК в частях гарнизона и на фронтах при наступлении войск Краснова-Керенского. Избрана депутатом Учредительного собрания от Юго-Западного фронта по списку № 4 (РСДРП(б)).
В январе 1918 года избрана членом следственной комиссии первого Революционного трибунала и депутатом Учредительного собрания от большевиков, принимала участие в его первом и последнем заседании 5 января 1918 года. В 1919 году, оставаясь руководителем следственной комиссии Верховного трибунала, назначена также председателем Главного политуправления НКПС. Вела следствие по делу правых эсеров, на каком основании подсудимые пытались отвести кандидатуру её мужа Н. В. Крыленко, как главного обвинителя. Находилась на этих постах до весны 1922 года, когда по прямому указанию Ленина была направлена на работу в Наркомат рабоче-крестьянской инспекции. Первоначально заведовала юридическим отделом, а с 1923 года, после реорганизации Рабкрина и слияния его с ЦКК занялась работой по изучению научной организации труда. Также возглавляла при НКПС акционерное общество «Оргстрой» и «Научно-экспериментальный институт техники управления». В 1922 году заведовала следственным производством по делу правых эсеров.
С 1924 по 1930 — член Центральной контрольной комиссии ВКП(б), с 1927 по 1930 — кандидат в члены Президиума ЦКК ВКП(б).
В 1931—1933 годах член коллегии Наркомсвязи СССР. В 1935—1939 гг. директор Государственной библиотеки им. Ленина, затем сотрудница ИМЛИ АН СССР.
Похоронена на Новодевичьем кладбище в Москве. Урна с прахом находится в колумбарии 1 ,51 секция .
Имя большевички случайно оказалось среди списка бывших сотрудников царской охранки. По вине неквалифицированных работников оно было внесено в 1920-х гг. в картотеку и архивные списки секретных сотрудников охранки. Реабилитирована благодаря исследовательнице З.И. Перегудовой.

## Награды
- 2 ордена Трудового Красного Знамени (в т.ч. 10.06.1945)

## Семья
- Первый муж — Николай Васильевич Крыленко, Е. Ф. Розмирович была его первой женой.
- Второй муж — Александр Антонович Трояновский.
  - Дочь — Галина Александровна Трояновская, третья гражданская жена В. В. Куйбышева.
- Старший брат — Алексей, был исключён из николаевской гимназии за чтение запрещённой литературы, умер в 1918 году.
- Брат — Фёдор,  во время учёбы в Германии (1903) участвовал в социал-демократическом движении, позже работал старшим инженером на машиностроительном заводе Эльворти в Елисаветграде.
- Брат — Александр, служил по военной части, затем чиновником особых поручений при Иркутском генерал-губернаторе Бантыше. Был командирован для расследования событий Ленского расстрела 1912 г. Дал объективную картину расправы над рабочими, покончил жизнь самоубийством из-за душевных переживаний.[4]

## Труды
- Розмирович Е. К итогам работы РКИ по НОТ // Вопросы советского хозяйства и управления. 1924. N 4-5. С. 114.
- Розмирович Е. Техника управления // Техника управления. 1925. N 1
- Розмирович Е. Оргбюро, профсоюзы и партячейки в деле организации нашего госаппарата // Техника управления. 1925. N 2.
- Розмирович Е. НОТ, РКИ и партия. М., 1926.
- Розмирович Е. Основные положения по рационализации аппарата государственного управления // Техника управления. 1926. N 7
- Розмирович Е. План, учет и организация в общей системе государственного управления: Доклад в коллегии НК РКИ СССР // Техника Управления. 1926. N 9. С. 4-6.
- Розмирович Е. Принципы методологии и организационной политики в технике управления. М., 1930. С. 14-15.

## О ней
- Авраменко Т. Ф. Симонян М. Н. Е. Ф. Розмирович, «Вопросы истории КПСС», № 3 1966
- Кузнецова Д. Е. Ф. Розмирович в книге «Герои Октября», т.2 Л. 1967